# جونکوس، پورتوریکو
جونکوس (به انگلیسی: Juncos) یک منطقهٔ مسکونی در ایالات متحده آمریکا است که در پورتوریکو واقع شده‌است.
 جونکوس ۶۸٫۸۹ کیلومتر مربع مساحت و ۴۰٬۲۹۰ نفر جمعیت دارد.